# Roman Svičkar
Roman Jurijovyč Svičkar (in ucraino Роман Юрійович Свічкар?; Charkiv, 23 giugno 1993) è uno schermidore ucraino, specializzato nella spada.

## Palmarès
- Mondiali

Wuxi 2018: bronzo nella spada individuale.
Budapest 2019: argento nella spada a squadre.
- Campionati europei

Genova 2025: oro nella spada individuale.
- Giochi mondiali militari

Wuhan 2019: bronzo nella spada a squadre.